# Anisothecium convolutum
Anisothecium convolutum är en bladmossart som beskrevs av Mitten 1869. Anisothecium convolutum ingår i släktet Anisothecium och familjen Dicranaceae. Inga underarter finns listade i Catalogue of Life.